# 張子容
張 子容（ちょう しよう、生没年不詳）は、中国・唐の詩人。名は悌。子容は字であるが、通常は字で呼ばれていた。襄州襄陽県の出身。

## 略歴
はじめ孟浩然とともに、郷里の鹿門山に隠棲していたらしい。開元元年（713年）、進士に及第し、楽成県の尉となったが、安禄山の乱にあって江南に流寓し、官職を辞して郷里へ帰った。

## 詩人としての彼
代表的作品に、『水調歌第一畳』（七言絶句）、『涼州歌第二畳』（七言絶句）がある。
| 水調歌第一畳   |                                               |
| 平沙落日大荒西 | 平沙の落日 大荒の西                           |
| 隴上明星高復低 | 隴上の明星 高く復（ま）た低し                 |
| 孤山幾処看烽火 | 孤山 幾処か烽火を看る                         |
| 戦士連営候鼓鼙 | 戦士 営を連ねて鼓鼙（こへい）を候（うかが）う |

| 涼州歌第二畳   |                                         |
| 朔風吹葉雁門秋 | 朔風（さくふう）葉を吹く 雁門の秋       |
| 万里煙塵昏戍楼 | 万里の煙塵 戍楼（じゅろう）昏（くら）し |
| 征馬長思青海北 | 征馬長（つね）に思う 青海の北（ほく）   |
| 胡笳夜聴隴山頭 | 胡笳 夜聴く 隴山の頭（ほとり）          |